# Colombia Championship
Het Colombia Championship is een golftoernooi in Colombia en het maakt deel uit van de Web.com Tour. Het toernooi werd opgericht in 2010 en wordt sindsdien telkens gespeeld op de Country Club de Bogotá in Bogota.
Hert is een strokeplay-toernooi dat gespeeld wordt over vier dagen, dus vier ronden, en na de tweede dag wordt de cut toegepast.

## Geschiedenis
In 2010 werd het toernooi opgericht als het Bogotá Open dat tevens gesponsord werd door de Pacific Rubiales. De eerste editie werd gewonnen door de Amerikaan Steve Pate.
In 2011 won de Zuid-Afrikaan Brenden Pappas het toernooi, maar de Web.com Tour erkende zijn zege niet omdat het toernooi gespeeld werd in twee ronden.
In 2012 werd de naam van het toernooi veranderd tot het Colombia Championship. Sinds 2010 is de Pacific Rubiales, met uitzondering in 2013, hoofdsponsor van dit toernooi.

## Winnaars
| Jaar                                   | Winnaar                      | Score                        | Score                        | Info                                          |
| Pacific Rubiales Bogotá Open           | Pacific Rubiales Bogotá Open | Pacific Rubiales Bogotá Open | Pacific Rubiales Bogotá Open | Pacific Rubiales Bogotá Open                  |
| -------------------------------------- | ---------------------------- | ---------------------------- | ---------------------------- | --------------------------------------------- |
| 2010                                   | Steve Pate po                | 273                          | –11                          | Won de play-off van Aaron Watkins             |
| 2011                                   | Brenden Pappas               | 133                          | –9                           | Wegens slechte weer, afgewerkt in twee ronden |
| 2012                                   | Skip Kendall                 | 274                          | –10                          |                                               |
| Colombia Championship                  |                              |                              |                              |                                               |
| 2013                                   | Patrick Cantlay              | 266                          | –18                          |                                               |
| Pacific Rubiales Colombia Championship |                              |                              |                              |                                               |
| 2014                                   | Alex Čejka                   | 199                          | –14                          | Wegens slechte weer, afgewerkt in drie ronden |

Steven Pate werd hier de oudste winnaar van de Nationwide Tour. Hij was 48 jaar, 9 maanden en 11 dagen toen hij deze overwinning op zijn naam schreef. Hij kreeg speelrecht op de Nationwide Tour tot eind 2011 en ging toen op de Champions Tour spelen.